# کاستخن د ترنس
کاستخن د ترنس (به اسپانیایی: Castejón de Tornos) یک شهرستان در اسپانیا است که در استان تروئل واقع شده‌است.

## خصوصیات
کاستخن د ترنس ۳۰ کیلومترمربع مساحت و ۹۱ نفر جمعیت دارد.